# جحيم الجنة (فلم)
جحيم الجنة (بالإنجليزية: Heaven's Hell) هو فيلم دراما نفسية نيجيري صدر سنة 2019، وأخرجه وأنتجه كاتونغ أدواك. الفيلم من بطولة كُل من نسي إكبه إيتيم، وفابيان أديويي لوجدي، وبيمبو أكينتولا، وتشيت أنيكوي، وداميلولا أديغبيتي، وأوه. سي. أوكيجي، وكالو إيكياغوو، وفيمي جاكوبس، وبيمبو مانويل وغيديون أوكيكي. مُول الفيلم بشكل رئيسي من قبل شركتي (بالإنجليزية: BGL Asset Management Ltd) و(بالإنجليزية: One O Eight Media)، هذا بالإضافة إلى دعم بعض الشركاء الآخرين مثل (بالإنجليزية: Hashtag Media House) وجامعة أبيريستويث.
أحداث الفيلم مُستوحاة من قصة حقيقية، وتدور هاته الأحداث في مدينة لاغوس وتحكي قصة ربتي بيوت تبدو رابطة الصداقة بينهما متينة، إلا أنها مليئة بالخداع والخيانة ؛ في وسط الظلام الذي يسود علاقتهما بزوجيهما. كان من المقرر صدور الفيلم في 23 يناير 2015، لكنه تأخر بسبب مشاكل مع هيئة الرقابة النيجيرية. وصدر لاحقا في 10 مايو 2019.

## طاقم التمثيل
- فابيان أديوي لوجدي في دور إدوارد هنشو.
- نسي إيكبي إيتيم في دور أليس هنشو.
- تشيت أنيكوي في دور جيف أليو.
- بيمبو أكينتولا في دور تسولا أليو.
- داميلولا أديغبيتي في دور جانيت كول.
- أوه. سي. أوكيجي في دور أحمد.
- كالو إيكياغوو في دور إيفوسا إليوتس.
- غيديون أوكيكي في دور أكانيمو.
- فيمي جاكوبس في دور المحقق بوبولا.
- بيمبو مانويل في دور رئيس المحكمة.
- كاثرين أوبيانغ في دور تارا.
- ليندا إيجيوفور في دور السكرتيرة.
- واجي إيروبي في دور وكيل العقارات.

## الإنتاج
وُصف فيلم جحيم الجنة على أنه فيلم يهدف إلى المُساعدة في مكافحة العنف المنزلي ضد النساء والأطفال. يقول مُخرج الفيلم أدواك: «... كما يبدو، لا يزال يتم التعامل مع العنف المنزلي بقفازات الأطفال في هذا الجزء من العالم. في النهاية، أريد من فيلم جحيم الجنة أن يُحرر الناس. أريد أن ألهم شخصًا ما للخروج من علاقة سيئة [..] أريد كل ما يمكن من الفيلم أن يحققه في سبيل جعل العالم مكانًا أكثر أفضل». استغرق تطوير الفيلم عامًا، وبدأت عملية التصوير الرئيسي بعد ذلك في 9 أبريل 2013 في لاغوس مع فريق التمثيل الرئيسي. تم تصوير اثنين من المشاهد في سجنين في لاغوس. استمر التصوير في لاغوس لأكثر من ثلاثة أسابيع، وبعد ذلك استُكملت المشاهد المُتبقية من التصوير في ويلز. صُورت المشاهد باستخدام كاميرات من نوع (بالإنجليزية: Sony F55)، وكان جيفري سميث قائد عملية الإنتاج.  مُول الفيلم بشكل رئيسي من قبل شركتي (بالإنجليزية: BGL Asset Management Ltd) و(بالإنجليزية: One O Eight Media)، هذا بالإضافة إلى دعم بعض الشركاء الآخرين مثل (بالإنجليزية: Hashtag Media House) وجامعة أبيريستويث.

### الموسيقى التصويرية
أدى كُل من جيسي جاغز وفيمي كوتي الموسيقى التصويرية الرسمية للفيلم، والتي كانت تحمل عُنوان «الحرب العالمية الثالثة»، وقد صدرت في 7 أغسطس 2013.

## صدور الفيلم
عُقد مؤتمر صحفي للفيلم في 8 أبريل 2013 في مدينة لاغوس، أُعلن فيه عن أن الفيلم سيصدر في الربع الثالث من سنة 2013. لكن أُجل موعد صدور الفيلم لأسباب غير معروفة. في ديسمبر 2014، أعلنت شركة (بالإنجليزية: FilmOne Distribution) عن أن الفيلم سيصدر رسميًا في 23 يناير 2015. إلا أن الموعد تأجل مرة أُخرى بعد تدخل من مجلس مراقبي الأفلام والفيديو النيجيري، بحُجة بعض «المحتوى الصريح والتحريضي» في الفيلم. نُصح مُنتجو الفيلم بتعديله قبل إصداره. بدأ عرض الفيلم في المسارح وقاعات السينما في 10 مايو 2019.

## روابط خارجية
مقالات تستعمل روابط فنية بلا صلة مع ويكي بيانات